# Antropologie fizică

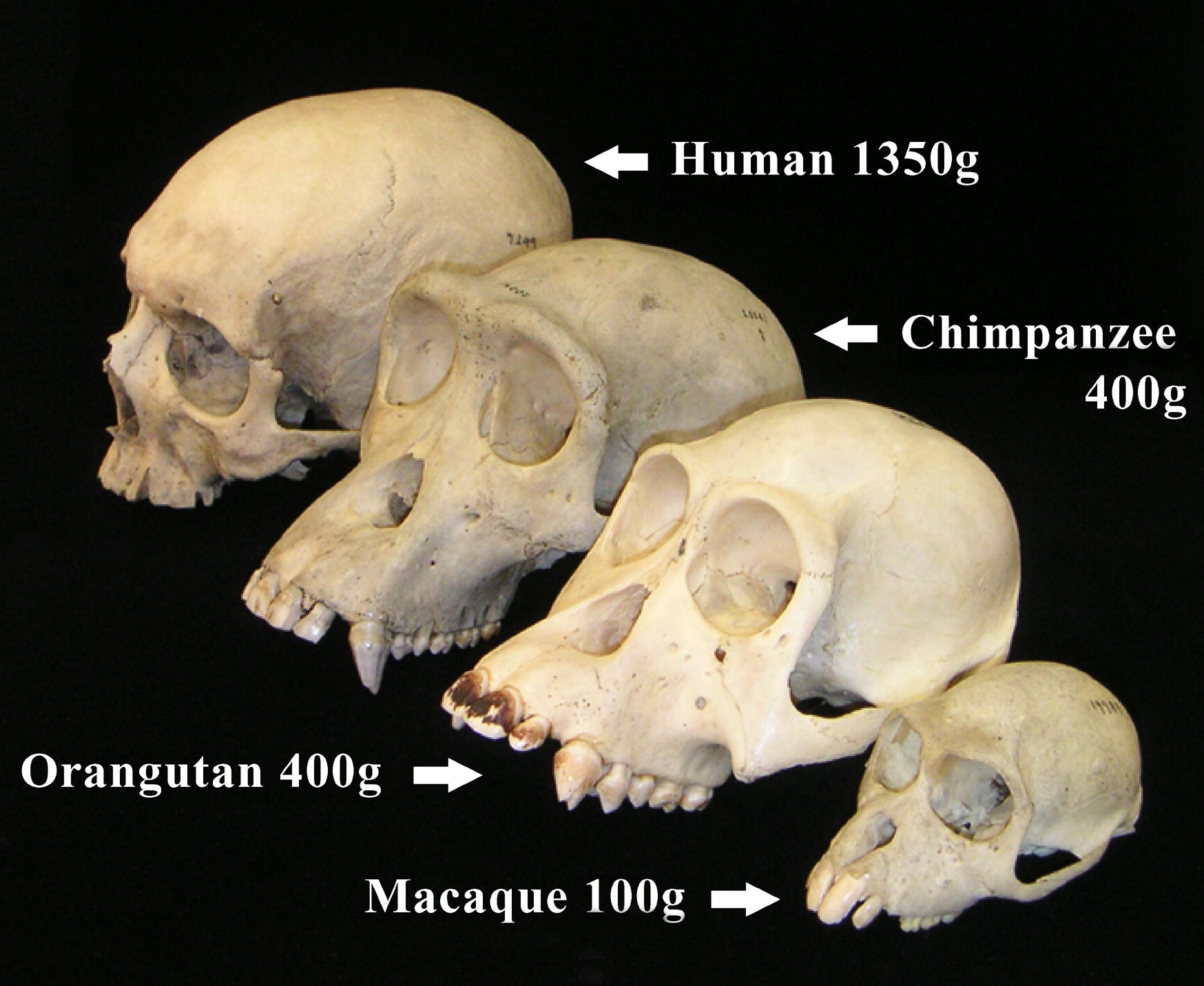
Cranii de primate, om, cimpanzeu, urangutan, macac

Antropologia biologică (numită și antropologie fizică) este o știință din domeniul antropologiei care se ocupă practic de studiul corpului uman dar la nivel populațional. Astfel aceasta studiază constituția fizică, tipologiile umane, modificările adaptative și microevolutive, aspectele fiziologice și biochimice și evoluția acestora în timp și spațiu. În cadrul acestei ramuri există subdomenii ca: antropologia ecologică, etologică, medicală, fiziologică, genetică, demografică, auxologică, etc.

## A se vedea și
- Antropologie (dezambiguizare)